# MAD!
Mad! (stilizzato come MAD!) è il 26° album in studio del duo pop americano Sparks, pubblicato dalla Transgressive Records il 23 maggio 2025.

## Contesto e registrazione
Durante una cerimonia agli AIM Independent Music Awards del 2024, in cui gli Sparks hanno ricevuto il premio per il loro contributo eccezionale alla musica, i compagni di band Ron e Russell Mael hanno colto l'occasione per annunciare di aver firmato con la Transgressive Records per un nuovo disco. A questo segue un periodo continuo di successo in classifica per i fratelli Mael, con Hippopotamus, A Steady Drip, Drip, Drip e The Girl Is Crying in Her Latte che hanno raggiunto la settima posizione nella classifica ufficiale degli album del Regno Unito, la posizione più alta da quando Kimono My House raggiunse la quarta posizione nel 1974.
In un'intervista per Mojo Magazine, il cantante Russell Mael ha affermato che sulla scia di un tour mondiale di successo per la promozione di The Girl Is Crying in Her Latte, gli Sparks avevano iniziato il loro album successivo, terminandolo nell'arco di sei mesi.

## Tracce
1. Do Things My Own Way – 3:40
2. JanSport Backpack – 4:13
3. Hit Me, Baby – 3:44
4. Running Up a Tab at the Hotel for the Fab – 4:21
5. My Devotion – 4:19
6. Don't Dog It – 3:19
7. In Daylight – 4:11
8. I-405 Rules – 3:22
9. A Long Red Light – 3:03
10. Drowned in a Sea of Tears – 3:21
11. A Little Bit of Light Banter – 3:30
12. Lord Have Mercy – 4:42